# Paratelecrinus
Paratelecrinus is een geslacht van haarsterren uit de familie Atelecrinidae.

## Soorten
- Paratelecrinus amenouzume Messing, 2013
- Paratelecrinus conifer (A.H. Clark, 1908)
- Paratelecrinus cubensis (Carpenter, 1881)
- Paratelecrinus laticonulus Messing, 2013
- Paratelecrinus orthotriremis Messing, 2013
- Paratelecrinus telo Messing, 2013
- Paratelecrinus wyvilli (Carpenter, 1882)